# Biedówko
Biedówko (deutsch Ernestinenhöhe) ist ein Ort in der polnischen Woiwodschaft Ermland-Masuren. Er gehört zur Gmina Purda (Landgemeinde Groß Purden) im Powiat Olsztyński (Kreis Allenstein).

## Geographische Lage
Biedówko liegt im Westen der Woiwodschaft Ermland-Masuren, acht Kilometer südöstlich der Kreis- und Woiwodschaftshauptstadt Olsztyn (deutsch Allenstein).

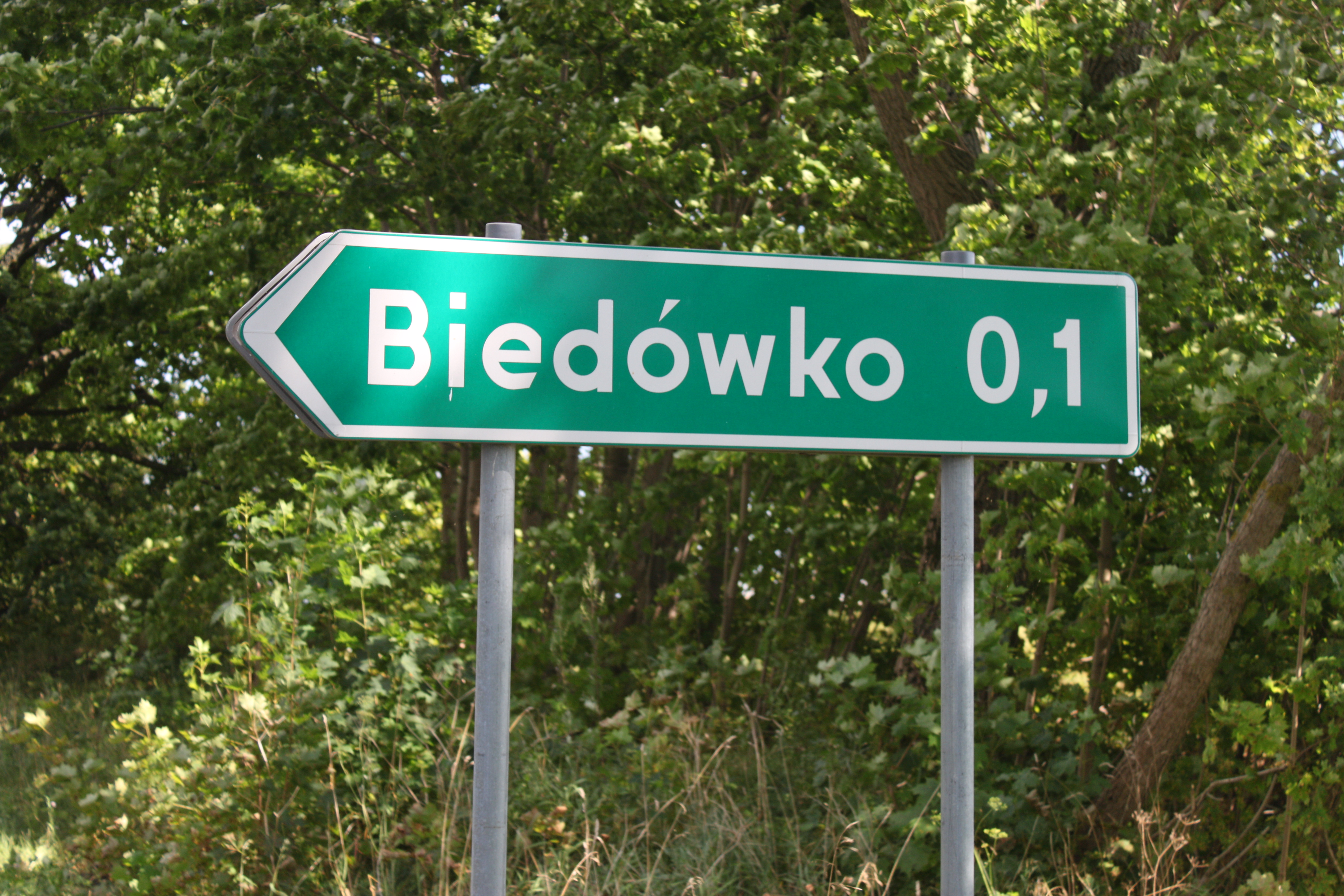
Straßenhinweisschild

|  |

## Geschichte
Der kleine, vor 1871 Ernestinenhöhe und nach 1871 Ernestinenhöh genannte Ort bestand ursprünglich aus einem großen Hof und war bis 1945 ein Wohnplatz in der Gemeinde Klaukendorf (polnisch Klewki) im ostpreußischen Kreis Allenstein. Am 22. Oktober 1852 errichtete der Gutsbesitzer Karl Lous das Vorwerk und benannte es nach seiner Frau Ernestine. Am 1. Dezember 1905 hatte der Ort ein Wohngebäude bei 22 Einwohnern.
Als das gesamte südliche Ostpreußen 1945 in Kriegsfolge an Polen kam, erhielt Ernestinenhöhe zunächst die polnische Bezeichnung „Brzydowo“, dann die Namensform „Biedówko“. Die Siedlung ist heute ein Teil der Landgemeinde Purda (Groß Purden) im Powiat Olsztyński (Kreis Allenstein), von 1975 bis 1998 der Woiwodschaft Olsztyn, seither der Woiwodschaft Ermland-Masuren zugehörig.

## Kirche

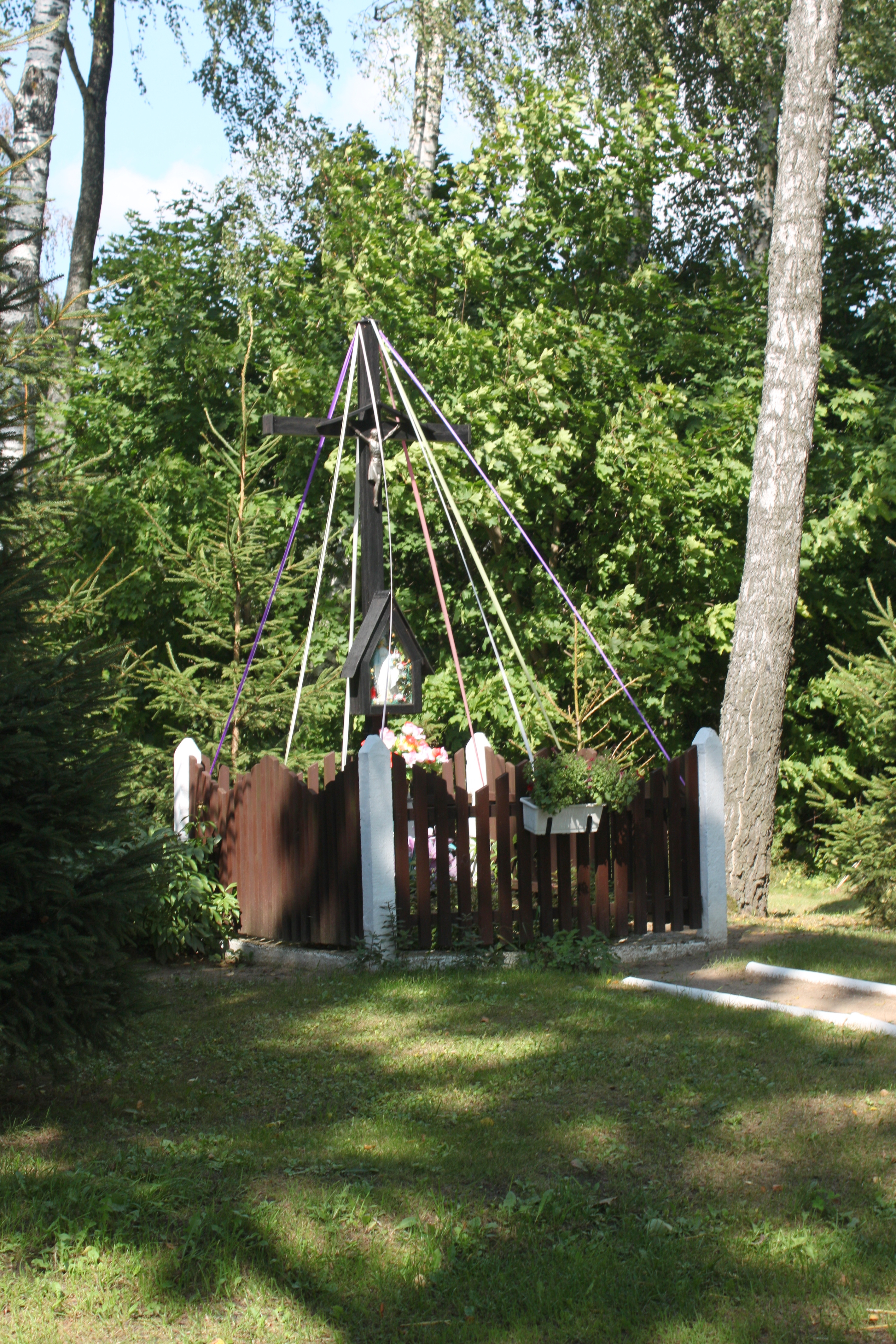
Wegekreuz in Biedówko

Bis 1945 war Ernestinenhöhe in die evangelische Kirche Allenstein in der Kirchenprovinz Ostpreußen der Kirche der Altpreußischen Union, außerdem in die römisch-katholische Kirche Klaukendorf (polnisch Klewki) im damaligen Bistum Ermland eingepfarrt. 
Der Bezug zu diesen Kirchen ist nach 1945 geblieben: Biedówko gehört evangelischerseits zur jetzt nach Christus dem Erlöser benannten Kirche in Olsztyn innerhalb der Diözese Masuren der Evangelisch-Augsburgischen Kirche in Polen sowie katholischerseits zur St.-Valentins-Kirche in Klewki, jetzt dem Erzbistum Ermland zugeordnet.

## Verkehr
Biedówko liegt nördlich der Nebenstraße von Klewki (Klaukendorf) nach Klebark Wielki (Groß Kleeberg) und ist über einen 100 Meter langen Verbindungsweg von der Straße aus zu erreichen.
Die nächste Bahnstation ist Klewki. Es liegt an der PLP-Linie 219: Olsztyn–Ełk (deutsch Allenstein–Lyck).